# Заради Леслі
«Заради Леслі» (англ. To Leslie) — американський малобюджетний інді-фільм, режисерський дебют Майкла Морріса з Андреа Райсборо в головній ролі. Картина вийшла на екрани у 2022 році і була дуже доброзичливо зустрінута критиками.

## Сюжет
Головна героїня фільму — Леслі, одинока мати з Техасу. Вона виграє велику суму в лотерею, але всі гроші розтринькує. Через шість років Леслі знову опиняється у рідному місті. У неї проблеми з алкоголем, їй ніде жити, вона не може порозумітися з єдиним сином.

## В ролях
- Андреа Райсборо — Леслі
- Еллісон Дженні — Ненсі
- Марк Мерон — Свіні
- Оуен Тіг — Джеймс
- Андре Ройо — Роял
- Стівен Рут — Датч

## Прем'єра та сприйняття
Фестивальна прем'єра фільму відбулася 12 березня 2022. 7 жовтня того ж року картина вийшла у прокат. Вона була зустрінута з великою симпатією багатьма відомими акторами, які хвалили режисуру Морріса та гру Райсборо у соціальних мережах під час голосування за номінантів на «Оскар» (січень 2023). Серед цих акторів Гвінет Пелтроу, Шарліз Терон, Емі Адамс, Едвард Нортон.